# Gussau
Die Gussau ist ein Hamburger Bach. Er fließt im äußeren Nordosten des Stadtgebiets. Nach ihr ist auch eine Straße gleichen Namens benannt.

## Geographie
Der kleine Bach entspringt in einem Erlenbruchwald im Waldgebiet Barkholz im Hamburger Stadtteil Volksdorf. Er fließt in südwestlicher Richtung, durchfließt den Großen Halenreienteich im Katthorstpark und den Kleinen Halenreienteich. Er  mündet im Naturschutzgebiet Volksdorfer Teichwiesen zwischen Volksdorf und Sasel in die Saselbek, die zur Alster fließt, die wiederum zur Elbe fließt. Die Gussau ist somit ein Gewässer 4. Ordnung.
Die Gussau bildet einen der früheren Abläufe des Gussau- und des Allhorn-Gletschers, die während der Weichsel-Eiszeit bis in die Region der heutigen Walddörfer vordrangen.